# اظهارنامه مالیاتی

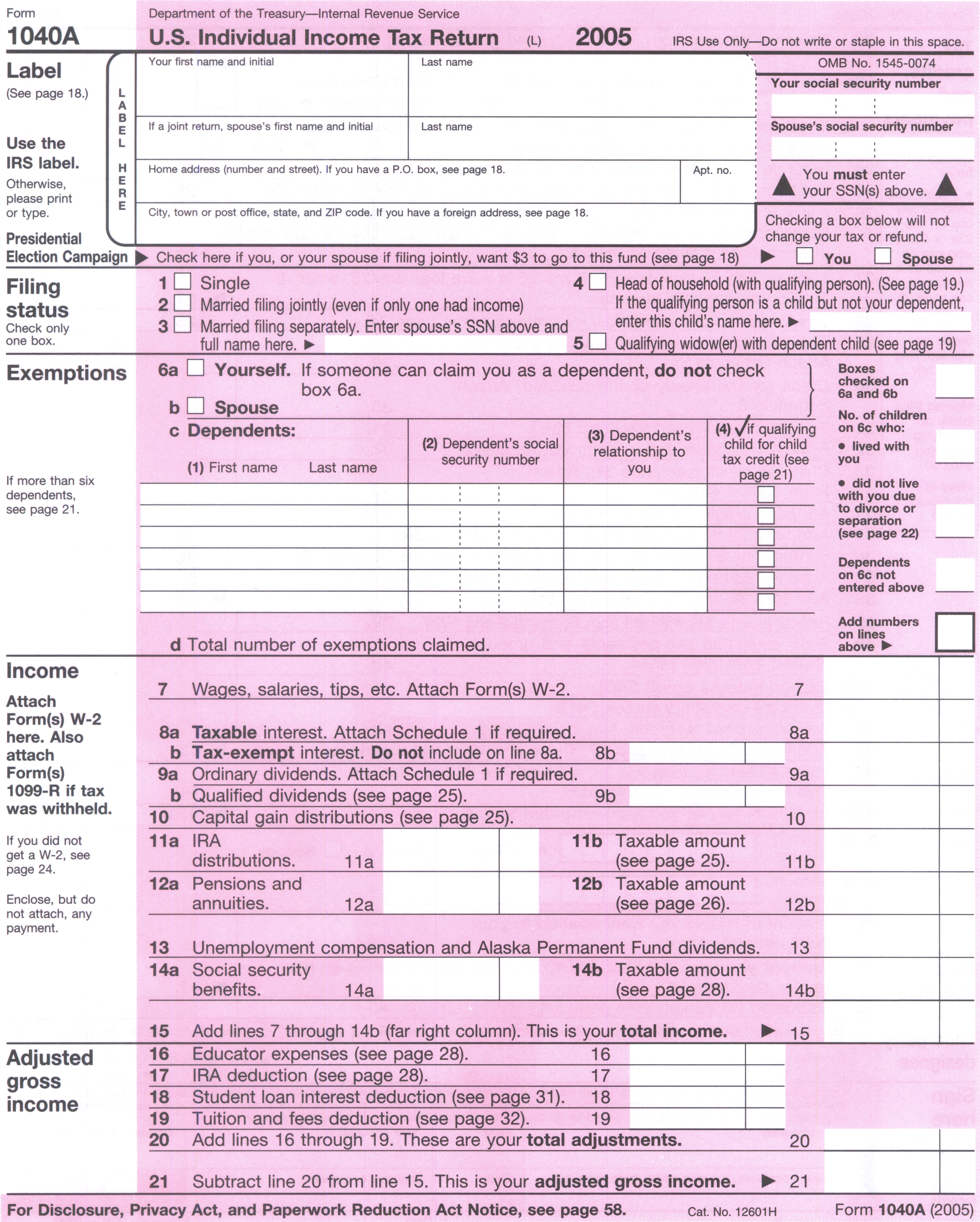
برگه مرتبط با اظهارنامه مالیاتی

کارنامه مالی یک سال کاری شرکت یا شخص که جهت محاسبه مالیات به سازمان امور مالیاتی ارائه می‌گردد را اظهارنامه مالیاتی می‌نامند. اظهارنامه مالیاتی عبارت است از تکمیل اسنادی که درآمد یک نهاد یا فرد را با میزان مالیات قابل پرداخت به دولت، سازمان‌های دولتی یا مودیان احتمالی محاسبه می‌کند. فرم‌های خاص مالیاتی در نظر گرفته شده‌است که توسط مودیان مالیاتی یا مؤسسات خصوصی که باید گزارش بدهی‌های مالیاتی را همراه با درآمدزا، مشاغل و شرکت‌ها گزارش کنند، مورد استفاده قرار می‌گیرد.
مالیات یکی از بزرگ‌ترین منابع درآمد دولت است. دو نوع مالیات وجود دارد - مستقیم و غیرمستقیم - که هر دو بخشی از درآمد مالیات هستند. درآمد مالیاتی، درآمد دولت حاصل از مالیاتی است که از درآمد، سود، کالاها و خدمات، درآمد زمین، مالکیت و انتقال دارایی و سایر مالیات اخذ می‌شود. این نشان می‌دهد که دولت تا چه اندازه به‌طور مؤثر و تا چه اندازه منابع اقتصاد را مدیریت می‌کند. درآمد کل مالیاتی بیش از درصد تولید ناخالص داخلی است که به عنوان شاخص سهم تولید کشور توسط دولت از طریق مالیات جمع‌آوری می‌شود. درآمد مالیاتی توسط دولتها برای اعطای مبالغی به جوامع از جمله ارتش، آموزش و پرورش، بیمارستان‌ها و زیرساخت‌ها استفاده می‌شود. برنامه‌های بسیاری وجود دارد که از درآمد مالیاتی از جمله دفاع و امنیت استفاده می‌کنند که شامل کمک هزینه برای وزارت دفاع است. برنامه‌های تأمین اجتماعی، برنامه‌های مهم بهداشتی، یا برنامه‌های شبکه ایمنی که برای مثال بیمه بیکاری، مسکن کم درآمد، تمبر غذا و غیره است.
شهروندان در سوئد، دانمارک، فنلاند و ایسلند بالاترین مالیات را پرداخت می‌کنند. گذشته از کشورهای شمال اروپا، اتریش، هلند و بلژیک نیز مالیات بالایی دارند. در مقابل این کشورها عربستان سعودی، برونئی، موناکو، جزایر کیمن، باهاما و آندورا ایستاده‌اند که به اصطلاح بهشت مالیاتی هستند. در اینجا مالیات بر درآمد یا بسیار کم است یا اصلاً وجود ندارد.

## محاسبه مالیات در ایران
در ایران مالیات به دو صورت خوداظهاری یا علی الرأس محاسبه می‌گردد. در روش خوداظهاری شخص حقیقی یا حقوقی خود اعلام می‌نمایند که چه مقدار درآمد داشته و چه مقدار باید مالیات پرداخت نماید بی‌آنکه ممیزین و کارشناسان سازمان امور مالیاتی در محاسبه و دریافت مالیات، دخالت قابل توجهی داشته باشند. برای این منظور اظهارنامه‌ای تکمیل کرده که شامل کل درآمدها و کل هزینه و استهلاک و حقوق کارمندان و …می‌باشد و پس از کسر معافیت مالیاتی، مبلغ مالیات سالیانه نیز محاسبه می‌گردد.
کارشناسان سازمان امور مالیاتی نیز به شرط صحت مطالب و کامل بودن مدارک و عدم تخلف از قوانین ثبت دفاتر و اظهارنامه و … آن را مورد پذیرش قرارداده و با توجه به آن مالیات محاسبه شده را دریافت می‌نماید.
در صورت عدم پذیرش اظهارنامه مالیاتی یا عدم ارائه آن به سازمان امور مالیاتی، ممیز مربوطه به صورت علی الرأس مالیات را محاسبه نموده و به مودی اعلام می‌نماید و نظر ممیز و کارشناس سازمان امور مالیاتی ملاک پرداخت مالیات می‌باشد.

## اظهارنامه مالیاتی در ایران
فرم اظهارنامه مالیاتی در ایران شامل ۲۶ جدول می‌باشد:
- جدول ۱: پرداخت‌های مربوط به این اظهارنامه
- جدول ۲: اطلاعات مجوزهای تأسیس و بهره‌برداری
- جدول ۳: اسامی اعضای هیئت مدیره و مدیر عامل
- جدول ۴: فهرست دفاتر رسمی ثبت شده
- جدول ۵: جزئیات پذیرش بورس سهام
- جدول ۶:درآمدهایی که مالیات آن‌ها قبلاً به صورت مقطوع پرداخت شده‌است
- جدول ۷: درآمدهای معاف
- جدول ۸: استهلاک زیان سنواتی
- جدول ۹: معافیت‌ها و بخشودگی‌های مالیاتی
- جدول ۱۰: توسعه، نوسازی و بازسازی واحدهای صنعتی و معدنی (ماده ۱۳۸ ق.م. م)
- جدول ۱۱: معافیت‌ها و بخشودگی‌های درآمد حاصل از فعالیت‌های خارج از کشور (کسر از مالیات مقرر) تبصره ماده ۱۸۰ ق.م.م.
- جدول ۱۲: فعالیت‌های حاصل از توافقنامه‌های مالیاتی موضوع ماده ۱۶۸ ق.م.م.
- جدول ۱۳: ثبت کمک‌های مالی پرداختی
- جدول ۱۴: ترازنامه
- جدول ۱۵: صورت سود و زیان
- جدول ۱۶: گردش حساب سود (زیان) انباشته
- جدول ۱۷: موجودی مواد و کالا
- جدول ۱۸: سرمایه
- جدول ۱۹: انواع محصولات اصلی به ترتیب بیشترین فروش
- جدول ۲۰ :بهای تمام شده کالای فروش رفته
- جدول ۲۱: بهای تمام شده کار انجام شده پیمانکاری/ خدمات
- جدول ۲۲: تعداد کارکنان
- جدول ۲۳: درآمد ناخالص پیمانکاری/ ارائه خدمت
- جدول ۲۴: فهرست صادرات و مابازاء دریافتی
- جدول ۲۵: اطلاعات مالک/ مالکین
- جدول ۲۶: اطلاعات سرمایه‌گذاری خارجی

### مشمولین
طبق ماده۱ قانون مالیات‌های مستقیم اشخاص زیر ملزم به تکمیل و تسلیم اظهارنامه مالیاتی و پرداخت مالیات می‌باشند:
ماده ۱– اشخاص زیر مشمول پرداخت مالیات می‌باشند:
1. کلیه مالکین اعم از اشخاص حقیقی یا حقوقی نسبت به اموال یا املاک خود واقع در ایران طبق مقررات باب دوم.
2. هر شخص حقیقی ایرانی مقیم ایران نسبت به کلیه درآمدهایی که در ایران یا خارج از ایران تحصیل می‌نماید.
3. هر شخص حقیقی ایرانی مقیم خارج از ایران نسبت به کلیه درآمدهایی که در ایران تحصیل می‌کند.
4. هر شخص حقوقی ایرانی نسبت به کلیه درآمدهایی که در ایران یا خارج از ایران تحصیل می‌نماید.
5. هر شخص غیر ایرانی (اعم از حقیقی یا حقوقی) نسبت به درآمدهایی که در ایران تحصیل می‌کند و همچنین نسبت به درآمدهایی که بابت واگذاری امتیازات یا سایر حقوق خود یا دادن تعلیمات و کمک‌های فنی یا واگذاری فیلم‌های سینمایی (که به عنوان بهای حق نمایش یا هر عنوان دیگر عاید آن‌ها می‌گردد) از ایران تحصیل می‌کند.

ماده ۲– اشخاص زیر مشمول پرداخت مالیات‌های موضوع این قانون نیستند:
۱– وزارتخانه‌ها و مؤسسات دولتی
۲– دستگاه‌هایی که بودجه آن‌ها به وسیله دولت تأمین می‌شود.
۳– شهرداری‌ها
تبصره ۱– شرکت‌هایی که تمام یا قسمتی از سرمایه آن‌ها متعلق به اشخاص و مؤسسه‌های مذکور در بندهای فوق باشد، سهم درآمد یا سود آن‌ها مشمول حکم این ماده نخواهد بود. حکم این تبصره مانع استفاده شرکت‌های مزبور از فعالیت‌های مقرر در این قانون حسب مورد، نیست.
تبصره ۲– درآمدهای حاصل از فعالیت‌های اقتصادی از قبیل فعالیت‌های صنعتی، معدنی، تجاری، خدماتی و سایر فعالیت‌های
تولیدی برای اشخاص موضوع این ماده، که به نحوی غیر از طریق شرکت نیز تحصیل می‌شود، در هر مورد به‌طور جداگانه به نرخ مذکور در ماده (۱۰۵) این قانون مشمول مالیات خواهد بود. مسئولان اداره امور در این گونه موارد نسبت به سهم فعالیت مذکور مکلف به انجام دادن تکالیف مزبور طبق مقررات این قانون خواهند بود. در غیر این صورت نسبت به پرداخت مالیات متعلق با مؤدی مسئولیت تضامنی خواهند داشت.
تبصره ۳– معافیت‌های مالیاتی این ماده برای مواردی که از طرف  امام خمینی یا رهبری دارای مجوز می‌باشند براساس نظر خامنه ای است.

## نحوه تنظیم اظهارنامه مالیاتی
از ابتدای سال ۱۳۹۱(سال مالی ۱۳۹۰) مودیان باید با مراجعه به پایگاه اینترنتی سازمان امور اقتصادی و دارایی نسبت به تکمیل و تسلیم اظهارنامه مالیاتی الکترونیکی اقدام نمایند.
اظهارنامه مالیاتی تا قبل از سال ۱۳۹۱ در فرم‌های از پیش آماده و به صورت کاغذی تهیه می‌شده‌است. اشخاص باید این فرم‌ها را از مرکزهای مربوطه می‌خریدند و به منظور کامل نمودن اظهارنامه مالیاتی خود در این فرم‌های پیش آماده اقدام می‌کردند.
انجام این امر زمان زیادی می‌خواست و هزینه هم داشت به همین دلیل این امر سبب شد تا اظهارنامه‌های مالیاتی به صورت اینترنتی و به وسیله مراجعه به پایگاه اینترنتی سازمان امور مالیاتی کشور به آدرس tax.gov.ir کامل و ارسال گردد.
بعد از اینکه اظهارنامه مالیاتی به صورت اینترنتی کامل و ارسال شد شرکت‌ها و بازرگانان باید در فرصت قانونی که در اختیار آن‌ها داده می‌شود به منظور ارائه دفترهای قانونی خود به اداره مالیات اقدامات لازم را انجام بدهند.
این دفاتر مشمول دفاتری از قبیل دفتر روزنامه و دفتر دارایی می‌باشد که اطلاع از شیوه کار و تنظیم نمودن آن‌ها برای همه متقاضیان از الزامات می‌باشد.

## تعریف سال مالیاتی
عبارت است از یک سال شمسی که از اول فروردین هر سال شروع و به آخر اسفند همان سال ختم می‌شود. در مورد اشخاص حقوقی مشمول مالیات که سال مالی آن‌ها به موجب اساسنامه با سال مالیاتی تطبیق نمی‌کند، درآمد سال مالی آن‌ها به جای سال مالیاتی مبنای محاسبه مالیات قرار می‌گیرد.
مهلت تسلیم اظهارنامه مالیاتی حداکثر تا پایان چهار ماه شمسی پس از سال مالی است. (۳۱ تیر ماه)